# Andrena lediveleci
Andrena lediveleci (лат.) — вид пчёл рода Andrena из семейства Andrenidae. Греция, Крит. Видовое название A. lediveleci дано в честь энтомолога Romain Le Divelec (University of Mons, Монс, Бельгия), собравшего типовую серию.

## Описание
Длина менее 1 см (4—5 мм). Andrena lediveleci может быть признана членом бывшей видовой группы fumida подрода Micrandrena (бывший подрод Fumandrena Warncke, 1968 по данным Pisanty et al. 2022) из-за небольшого размера тела, проподеального треугольника с равномерной зернистой шагренью, без рельефных килей или бороздок, заднего тарзального когтя с внутренним зубцом, а лицевые ямки относительно узкие (занимают <½ пространства между сложным глазом и латеральным глазком), но равномерной ширины дорсально и вентрально. Благодаря тесно пунктированному наличнику и характерной удлиненной генитальной капсуле, этот вид наиболее близок к A. (Micrandrena) sandanskia Warncke, 1973, который известен из Албании, Северной Македонии, Болгарии, Греции и Турции, но о котором никогда не сообщалось с Крита.
Andrena lediveleci был впервые описан в 2024 году и относится к подроду Micrandrena.